# (4208) Kiselev
(4208) Kiselev es un asteroide que forma parte del cinturón exterior de asteroides y fue descubierto el 6 de septiembre de 1986 por Edward L. G. Bowell desde la Estación Anderson Mesa, en Flagstaff, Estados Unidos.

## Designación y nombre
Kiselev recibió al principio la designación de 1986 RQ2.
Más tarde, en 1990, se nombró en honor del astrónomo tayiko Nikolái Kiselev.

## Características orbitales
Kiselev orbita a una distancia media del Sol de 3,207 ua, pudiendo acercarse hasta 2,96 ua y alejarse hasta 3,454 ua. Tiene una inclinación orbital de 16,76 grados y una excentricidad de 0,07698. Emplea 2098 días en completar una órbita alrededor del Sol.

## Características físicas
La magnitud absoluta de Kiselev es 11,3.